# Estratègia mundial per a la conservació de les plantes
L'Estratègia mundial per a la conservació de les plantes (Global Strategy for Plant Conservation, GSPC) és un programa del Conveni sobre la Diversitat Biològica de les Nacions Unides fundat el 1999. El GSPC cerca frenar el ritme de l'extinció de plantes a tot el món a través d'una estratègia de 5 objectius.

## Història
L'estratègia mundial per a la conservació de les plantes (GSPC) va començar com un moviment de base el 1999 amb discussions al XVI Congrés Internacional de Botànica de St. Louis. Un grup d'especialistes es va reunir a Gran Canària i va emetre la "Declaració de Gran Canària per a una Estratègia Global de Conservació de les Plantes". Després d'àmplies consultes, les Parts del Conveni sobre la Diversitat Biològica (CDB) van adoptar el GSPC amb un estil més clar a l'abril de 2002. La versió inicial del GSPC va intentar frenar el ritme de l'extinció de plantes a tot el món abans del 2010, amb la Fita 1 de l'estratègia que exigeix la finalització d'"una llista de treballs àmpliament accessible de totes les espècies vegetals conegudes, com un pas cap a un món complet de la Flora". El 2010, es va llançar la Versió 1 de The Plant List, destinada a ser completa per a espècies de plantes vasculars (plantes amb flors, coníferes, falgueres i els seus aliats) i briòfits (molses i marcantiofitins).
El 2010, els objectius del GSPC es van actualitzar mitjançant un ampli procés de consulta dins del CDB, amb objectius revisats per al 2020. El 2012 el Jardí Botànic de Missouri, el Jardí Botànic de Nova York, el Jardí Botànic Reial d'Edimburg i els Reials Jardins Botànics de Kew van acordar col·laborar per desenvolupar una Flora Mundial en línia en resposta a l'Objectiu 1 revisada del GSPC.

## Objectius
El cor del GSPC són cinc objectius, expressats en un total de 16 objectius. Els cinc objectius i les seves 16 fites per al 2020 són:
Objectiu I: La diversitat de plantes és ben entesa, documentada i reconeguda
- Fita 1: Una flora en línia de totes les plantes conegudes.
- Fita 2: Una avaluació de l'estat de conservació de totes les espècies vegetals conegudes, en la mesura del possible, per guiar l'acció de conservació.
- Fita 3: Informació, recerca i resultats associats i mètodes necessaris per implementar l'estratègia desenvolupada i compartida.

Objectiu II: La diversitat vegetal es conserva amb urgència i eficàcia
- Fita 4: Almenys el 15% de cada regió ecològica o tipus de vegetació obtinguda mitjançant una gestió eficaç i/o restauració.
- Fita 5: com a mínim el 75% de les àrees més importants per a la diversitat vegetal de cada regió ecològica protegida amb una gestió eficaç per conservar les plantes i la seva diversitat genètica.
- Fita 6: com a mínim el 75% de les terres de producció de cada sector es gestiona de forma sostenible, d'acord amb la conservació de la diversitat vegetal.
- Fita 7: com a mínim el 75% de les espècies de plantes amenaçades conegudes conservades in situ.
- Fita 8: com a mínim el 75% d'espècies vegetals amenaçades en col·leccions ex situ, preferiblement al país d'origen, i almenys el 20% disponible per als programes de recuperació i restauració.
- Fita 9: Es conserva el 70% de la diversitat genètica de cultius, inclosos els seus parents silvestres i altres espècies de plantes de valor socioeconòmiques, respectant, preservant i mantenint el coneixement indígena i local associat.
- Fita 10: plans de gestió eficaços vigents per prevenir noves invasions biològiques i gestionar àrees importants per a la diversitat vegetal envaïda.

Objectiu III: La diversitat vegetal s'utilitza de forma sostenible i equitativa
- Fita 11: Cap espècie de flora silvestre en perill d'extinció del comerç internacional.
- Fita 12: Tots els productes fitosanitaris recol·lectats provenen de forma sostenible.
- Fita 13: Les innovacions i pràctiques del coneixement local i indígena associades als recursos vegetals mantenen o augmenten, segons correspon, per donar suport a l'ús habitual, els mitjans de subsistència sostenibles, la seguretat alimentària local i l'atenció sanitària.

Objectiu IV: es promou l'educació i la consciència sobre la diversitat vegetal, el seu paper en els mitjans de vida sostenibles i la importància per a tota la vida a la Terra
- Fita 14: La importància de la diversitat vegetal i la necessitat de la seva conservació incorporada als programes de comunicació, educació i conscienciació pública.

Objectiu V: s'han desenvolupat les capacitats i el compromís públic necessaris per implementar l'estratègia
- Fita 15: El nombre de persones capacitades que treballen en instal·lacions adequades i suficients d'acord amb les necessitats nacionals, per aconseguir els objectius d'aquesta estratègia.
- Fita 16: Institucions, xarxes i associacions per a la conservació de plantes establertes o enfortides a nivell nacional, regional i internacional per assolir els objectius d'aquesta estratègia.

El GSPC es va procedir a una revisió formal del progrés del Conveni sobre la Diversitat Biològica, que va culminar en les principals discussions celebrades al maig de 2008 a Bonn, Alemanya a la IX Conferència de les Parts del CDB.